# 30218 Paulaladd
30218 Paulaladd este un asteroid din centura principală de asteroizi.

## Descriere
30218 Paulaladd este un asteroid din centura principală de asteroizi. A fost descoperit pe 7 aprilie 2000 la Socorro, New Mexico, în cadrul proiectului LINEAR. Asteroidul prezintă o orbită caracterizată de o semiaxă mare de 2,27 ua, o excentricitate de 0,07 și o înclinație de 5,4° în raport cu ecliptica.